# Liste der Kulturdenkmale in Laue
In der Liste der Kulturdenkmale in Laue sind die Kulturdenkmale des Delitzscher Ortsteils Laue verzeichnet, die bis April 2020 vom Landesamt für Denkmalpflege Sachsen erfasst wurden (ohne archäologische Kulturdenkmale). Die Anmerkungen sind zu beachten.
Diese Aufzählung ist eine Teilmenge der Liste der Kulturdenkmale in Delitzsch.

## Laue
| Bild           | Bezeichnung | Lage                    | Datierung                                                           | Beschreibung | ID       |
| -------------- | --- | ----------------------- | ------------------------------------------------------------------- | --- | -------- |
| Weitere Bilder | Kirche (mit Ausstattung) und Kirchhof | Dorfring (Karte)        | 1739 (Kirche); um 1500 (Taufe); um 1730 (Kanzelaltar); 1861 (Orgel) | Barocke Saalkirche mit eingezogenem Westturm, baugeschichtlich und ortsgeschichtlich von Bedeutung. Barocke Saalkirche, Putzbau mit geradem Chorschluss, Westportal aus Porphyrtuff. Innen: Sakramentsnische, Portikuskanzelaltar, Kruzifix, Taufstein, Orgel von Conrad Geißler. Die Kirche Laue wurde 1739 anstelle eines Vorgängerbaus als barocke Saalkirche errichtet. Gestaltprägend ist der in das geschweifte Walmdach eingezogene Westturm mit seinem charakteristischen gestuften Zeltdach. Der mit einem geraden Chorschluss errichtete Putzbau besitzt hohe Korbbogenfenster, die den Kirchensaal belichten. Den Zugang zur Kirche bildet an der Westseite ein Portal mit Porphyrgewänden. Der Innenraum zeigt eine flach gedeckte Stuckdecke, seitliche Holzemporen und eine Patronatsloge im Norden. Ebenfalls aus dem 18. Jahrhundert stammt ein Großteil der Ausstattung im Inneren wie der raumbestimmende hölzerne Kanzelaltar mit seitlichen Abendmahlsdurchgängen, älter ist die bemerkenswerte Sandsteintaufe mit Relief des Sündenfalls und Messingschale aus der Zeit um 1500. Die 1861 errichtete Orgel an der Westseite der Kirche stammt von Conrad Geißler aus Eilenburg. Die Dorfkirche Laue ist mit ihrer Ausstattung ein baugeschichtlich und ortsgeschichtlich bedeutsames Zeugnis der sächsischen barocken Kirchbaukunst im ländlichen Raum. | 08971750 |
| Weitere Bilder | Denkmal für die Gefallenen des Ersten Weltkrieges | Dorfring (Karte)        | Nach 1918                                                           | Ortsgeschichtlich von Bedeutung. Kriegerdenkmal erweitert um Denkmal für die Gefallenen des Zweiten Weltkrieges (dieses kein Kulturdenkmal). | 09305813 |
| Weitere Bilder | Wohnhaus (Nr. 21), zwei Seitengebäuden (Nr. 19), Scheune und Toranlage (Torpfeiler und Pforte) eines Vierseithofes                                                  | Dorfring 19, 21 (Karte) | Ende 19. Jahrhundert                                                | Relativ geschlossen erhaltene, ortsbildprägende Hofanlage im Ortskern, überwiegend gründerzeitliche Klinkerfassaden, Toranlage mit schmiedeeisernem Tor, baugeschichtlich von Bedeutung. - Wohnhaus: zwei Geschosse, gelbe Klinker mit schlichter Gliederung, Fenster neu, saniert - ehemaliger Stall (Nummer 19): heute zum Wohnhaus umgebaut - Scheune: teils Lehm, teils Klinker, alter Dachstuhl | 08971938 |
|                | Seitengebäude eines Bauernhofes | Dorfring 37 (Karte)     | 19. Jahrhundert                                                     | Gut erhaltenes Stallgebäude einer Hofanlage, landschaftstypischer Putzbau, kulturgeschichtliche Bedeutung. Ein Geschoss, sehr bewegter Dachstuhl, verputzt, einfache Biberschwanzdeckung, bewegte Traufe, saniert. | 08971752 |
| Weitere Bilder | Wohnhaus (Nr. 47), daran angebautes Seitengebäude, Auszugshaus (Nr. 49) mit weiterem Seitengebäude, Scheune, Toranlage und Vorgarteneinfriedung eines Dreiseithofes | Dorfring 47, 49 (Karte) | Um 1900 (Bauernhaus); bezeichnet mit 1904 (Auszugshaus)             | Ungestört erhaltener Bauernhof, gründerzeitliche Klinkerbauten, authentisches Zeugnis dörflicher Lebensweise des ausgehenden 19. Jahrhunderts, baugeschichtlich von Bedeutung. - Wohnhaus: zwei Geschosse, rote Klinker, giebelständig, Satteldach, zwei alte Bogenfenster im Giebel - Nebengebäude: gelbe Klinker, schlichte Gliederung, Satteldach - Scheune: gelbe Klinker, schlichte Gliederung, alter Dachstuhl - Stall: bezeichnet mit 1904 | 08971751 |

## Tabellenlegende
- Bild: Bild des Kulturdenkmals, ggf. zusätzlich mit einem Link zu weiteren Fotos des Kulturdenkmals im Medienarchiv Wikimedia Commons. Wenn man auf das Kamerasymbol klickt, können Fotos zu Kulturdenkmalen aus dieser Liste hochgeladen werden:
- Bezeichnung: Denkmalgeschützte Objekte und ggf. Bauwerksname des Kulturdenkmals
- Lage: Straßenname und Hausnummer oder Flurstücknummer des Kulturdenkmals. Die Grundsortierung der Liste erfolgt nach dieser Adresse. Der Link (Karte) führt zu verschiedenen Kartendiensten mit der Position des Kulturdenkmals. Fehlt dieser Link, wurden die Koordinaten noch nicht eingetragen. Sind diese bekannt, können sie über ein Tool mit einer Kartenansicht einfach nachgetragen werden. In dieser Kartenansicht sind Kulturdenkmale ohne Koordinaten mit einem roten bzw. orangen Marker dargestellt und können durch Verschieben auf die richtige Position in der Karte mit Koordinaten versehen werden. Kulturdenkmale ohne Bild sind an einem blauen bzw. roten Marker erkennbar.
- Datierung: Baubeginn, Fertigstellung, Datum der Erstnennung oder grobe zeitliche Einordnung entsprechend des Eintrags in der sächsischen Denkmaldatenbank
- Beschreibung: Kurzcharakteristik des Kulturdenkmals entsprechend des Eintrags in der sächsischen Denkmaldatenbank, ggf. ergänzt durch die dort nur selten veröffentlichten Erfassungstexte oder zusätzliche Informationen
- ID: Vom Landesamt für Denkmalpflege Sachsen vergebene, das Kulturdenkmal eindeutig identifizierende Objekt-Nummer. Der Link führt zum PDF-Denkmaldokument des Landesamtes für Denkmalpflege Sachsen. Bei ehemaligen Kulturdenkmalen können die Objektnummern unbekannt sein und deshalb fehlen bzw. die Links von aus der Datenbank entfernten Objektnummern ins Leere führen. Ein ggf. vorhandenes Icon  führt zu den Angaben des Kulturdenkmals bei Wikidata.